# Каса-Колорадо (Нью-Мексико)
Каса-Колорадо (англ. Casa Colorada) — переписна місцевість (CDP) в США, в окрузі Валенсія штату Нью-Мексико. Населення — 279 осіб (2020).

## Географія
Каса-Колорадо розташована за координатами 34°32′50″ пн. ш. 106°44′32″ зх. д. / 34.54722° пн. ш. 106.74222° зх. д. (34.547113, -106.742111).  За даними Бюро перепису населення США в 2010 році переписна місцевість мала площу 14,54 км², з яких 14,53 км² — суходіл та 0,02 км² — водойми.

## Демографія
Згідно з переписом 2010 року, у переписній місцевості мешкали 272 особи в 109 домогосподарствах у складі 81 родини. Густота населення становила 19 осіб/км².  Було 127 помешкань (9/км²).
Расовий склад населення:
| - 86,8 % — білих - 11,0 % — осіб інших рас |

До двох чи більше рас належало 2,2 %. Частка іспаномовних становила 71,0 % від усіх жителів.
За віковим діапазоном населення розподілялося таким чином: 23,2 % — особи молодші 18 років, 61,7 % — особи у віці 18—64 років, 15,1 % — особи у віці 65 років та старші. Медіана віку мешканця становила 45,0 року. На 100 осіб жіночої статі у переписній місцевості припадало 106,1 чоловіків;  на 100 жінок у віці від 18 років та старших — 97,2 чоловіків також старших 18 років.
Середній дохід на одне домашнє господарство  становив 30 427 доларів США (медіана — 31 705), а середній дохід на одну сім'ю — 30 017 доларів (медіана — 35 096). За межею бідності перебувало 25,0 % осіб, у тому числі 56,3 % дітей у віці до 18 років та 27,6 % осіб у віці 65 років та старших.
Цивільне працевлаштоване населення становило 56 осіб. Основні галузі зайнятості: роздрібна торгівля — 32,1 %, мистецтво, розваги та відпочинок — 23,2 %, освіта, охорона здоров'я та соціальна допомога — 19,6 %.